# Silver Air
Silver Air es una aerolínea charter con base en Yibuti.

## Flota
La flota de Silver Air consiste de los siguientes aviones (a 1 de diciembre de 2010):
- 1 Boeing 737-200